# San Diego Skyhawks
Die San Diego Skyhawks waren ein US-amerikanisches Eishockeyfranchise der Pacific Coast Hockey League aus San Diego, Kalifornien.  

## Geschichte
Die San Diego Skyhawks wurden 1942 als Amateurmannschaft gegründet. Zunächst spielten sie zwei Jahre lang in der Southern California Hockey League, ehe das Franchise zur Saison 1944/45 in deren Nachfolgewettbewerb, die Profiliga Pacific Coast Hockey League, wechselte. Die erfolgreichste Spielzeit der Mannschaft war die Saison 1944/45, in der sie den ersten Platz der South Division der PCHL belegte. In den weiteren fünf Spielzeiten der PCHL, an denen die Skyhawks teilnahmen, belegten sie jeweils den dritten Platz in ihrer Division. In den Playoffs um den Lester Patrick Cup, den Meistertitel der Liga, konnten sie sich jedoch nie durchsetzen. Im Anschluss an die Saison 1949/50 stellten die San Diego Skyhawks den Spielbetrieb ein.  

## Saisonstatistik (PCHL)
Abkürzungen: GP = Spiele, W = Siege, L = Niederlagen, T = Unentschieden, OTL = Niederlagen nach Overtime SOL = Niederlagen nach Shootout, Pts = Punkte, GF = Erzielte Tore, GA = Gegentore, PIM = Strafminuten
| Saison  | GP | W  | L  | T  | OTL | SOL | Pts | GF  | GA  | Platz     | Playoffs |
| 1944/45 | 18 | 11 | 7  | 0  | —   | —   | 22  | 106 | 80  | 1., South |          |
| 1945/46 | 40 | 21 | 19 | 0  | —   | —   | 42  | 145 | 139 | 3., South |          |
| 1946/47 | 60 | 33 | 26 | 1  | —   | —   | 67  | 194 | 160 | 3., South |          |
| 1947/48 | 66 | 32 | 31 | 3  | —   | —   | 67  | 242 | 258 | 3., South |          |
| 1948/49 | 70 | 32 | 35 | 3  | —   | —   | 67  | 249 | 275 | 3., South |          |
| 1949/50 | 70 | 27 | 33 | 10 | —   | —   | 64  | 211 | 236 | 3., South |          |